# 12611 Енгр
12611 Енгр (12611 Ingres) — астероїд головного поясу, відкритий 24 вересня 1960 року.
Тіссеранів параметр щодо Юпітера — 3,179.